# Kutamogree
Kutamogree est une ville du Botswana.